# آندولو
آندولو (به انگلیسی: Andulo) شهری در استان بیه واقع در کشور آنگولا است که در سال ۲۰۰۹ میلادی ۲۶٬۹۳۵ نفر جمعیت داشته است.